# Biersdorf am See
Biersdorf am See is een plaats in de Duitse deelstaat Rijnland-Palts, en maakt deel uit van de Eifelkreis Bitburg-Prüm.
Biersdorf am See telt 557 inwoners.

## Bestuur
De plaats is een Ortsgemeinde en maakt deel uit van de Verbandsgemeinde Bitburger Land.

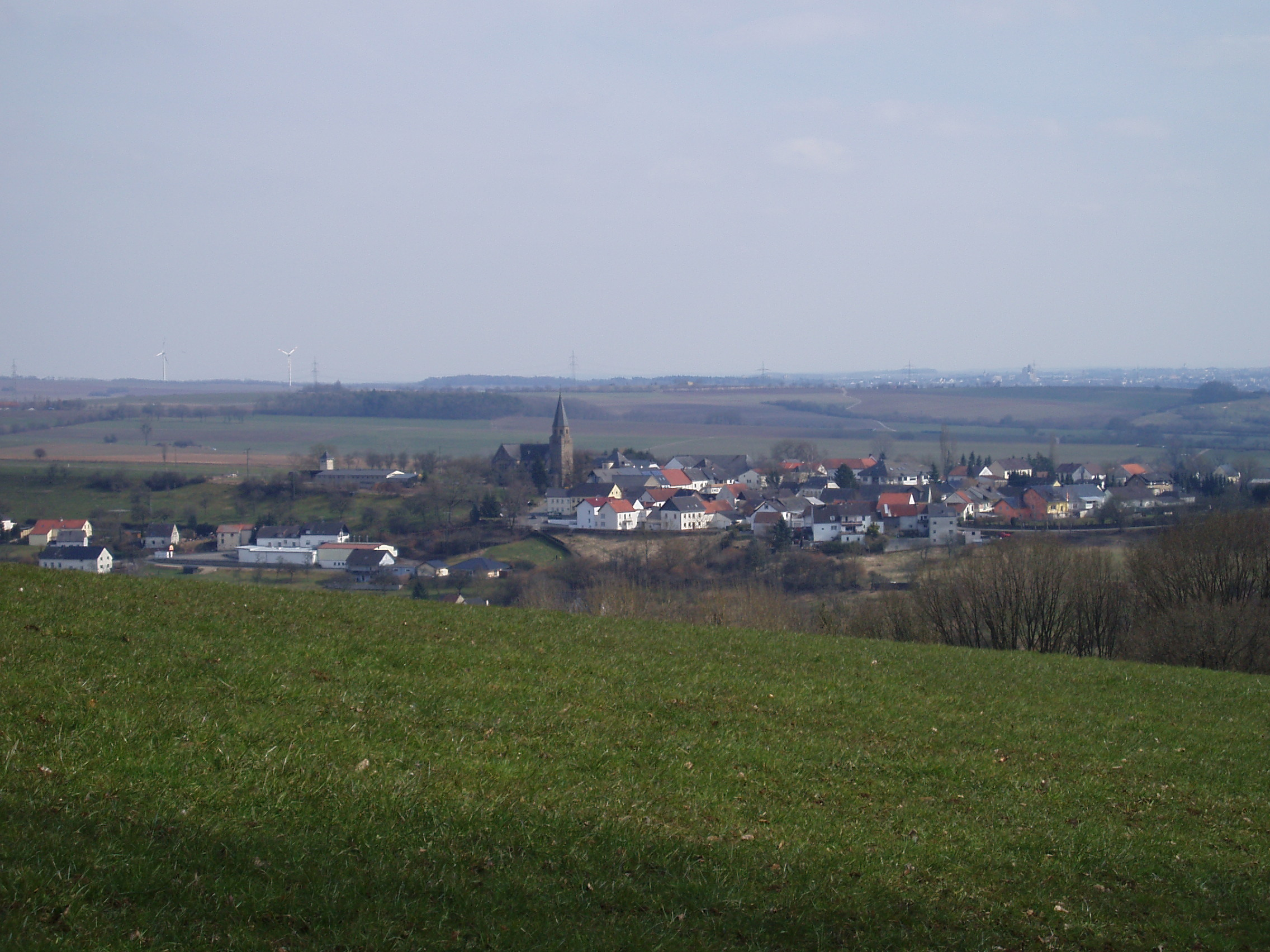
Verzicht van Biersdorf am See

Verbandsvrije stad:  Bitburg